# Distrito de Santa Anita
El distrito de Santa Anita es uno de los cuarenta y tres distritos que conforman la provincia de Lima, ubicada en el departamento homónimo, en el Perú. Limita al norte, con el distrito de El Agustino; al este y sur, con el distrito de Ate; y al oeste, nuevamente con el distrito de El Agustino. En 2023, obtuvo una población de 232 739 habitantes.

## Historia
El distrito de Santa Anita fue creado el 25 de octubre de 1989, mediante Ley N.º 25116, durante el primer gobierno de Alan García, segregándose de los distritos de El Agustino y Ate.
Su nombre fue otorgado por los hermanos Fernando, Alfredo y Beatriz Ferrer, dueños de la empresa lotizadora "Santa Anita", en honor a su madre. Anteriormente, estas tierras eran propiedad de la agrícola Santa Anita.
En la actualidad, el distrito de Santa Anita está conformado por 26 asociaciones de vivienda, 4 cooperativas de vivienda, 17 asentamiento humanos (también denominados «pueblos jóvenes»), 11 urbanizaciones, 5 agrupaciones de vivienda, 15 urbanizaciones y 20 Condominios.

## Geografía y límites distritales

### Ubicación
El distrito de Santa Anita está ubicado en Lima Este. Cuenta con una superficie de 10.69 km² y su altitud media es de 240 m s.n.m.

### Límites
Limita al norte, con el distrito de El Agustino, mediante la avenida Ferrocarril. Luego, limita al noreste, con el distrito de Ate, igualmente por medio de la avenida Ferrocarril, el jirón 22 de Junio y la avenida 26 de Mayo. Después, limita al este, también con el distrito de Ate; a través del jirón Salamanca, y las avenidas Los Virreyes y 22 de Julio. Posteriormente, limita al sur, igualmente con el distrito de Ate, mediante la carretera Central. Seguidamente, limita al oeste, nuevamente con el distrito de El Agustino, por medio de la vía de Evitamiento, la avenida Los Nogales, el cerro Bartolomé y la calle Mariátegui. Y finalmente, limita al noroeste, también con el distrito de El Agustino, nuevamente a través de la vía de Evitamiento, la avenida César Vallejo y la calle Los Medidores.
| Noroeste: Distrito de El Agustino | Norte: Distrito de El Agustino | Nordeste: Distrito de Ate |
| Oeste: Distrito de El Agustino    |                                | Este: Distrito de Ate     |
| Suroeste: Distrito de El Agustino | Sur: Distrito de Ate           | Sureste: Distrito de Ate  |

## Sitios de interés
Universidad San Martín de Porres
La Universidad San Martín de Porres (USMP) es una universidad privada, fundada por la orden Dominica de la Iglesia católica en 1962. Tiene como sede del Rectorado la Ciudad Universitaria de Santa Anita, que alberga la Facultad de Ciencias Administrativas y Recursos Humanos, la Facultad de Ciencias Contables, Económicas y Financieras y la Facultad de Odontología.
Mercado Mayorista de Lima
Es un gran centro de abastecimiento, que concentra la oferta alimenticia disponible, con capacidad de surtir a los diferentes distritos de Lima. Asimismo, ofrece diversas prestaciones como centro comercial, atención sanitaria y servicio de seguridad entre otros.
Es de propiedad de EMMSA, que pertenece a la Municipalidad de Lima, el cual tiene a su cargo la ejecución del Proyecto Ampliación y Remodelación del Gran Mercado Mayorista de Lima. Con ello, se espera lograr dar solución al problema del abastecimiento, comercialización y distribución de productos agrícolas perecibles en Lima Metropolitana. Esto en beneficio de una población en constante crecimiento que impulsan cada vez a una mayor demanda de alimentos.
TECSUP
TECSUP es un centro de estudios superiores de formación tecnológica, creado en 1982 por Luis Hochschild Plaut, como una asociación privada, sin fines de lucro, con el apoyo de un grupo de empresarios peruanos preocupados por el desarrollo nacional.
Hospital Hermilio Valdizán
Es un establecimiento psiquiátrico ubicado en el kilómetro 3.5 de la carretera Central.
Mall Aventura Santa Anita
Inaugurado en agosto de 2012, constituyéndose como el primer centro comercial de Lima Este, y el mall ícono de Mall Aventura en el país. En la actualidad, recibe más de 1 millón y medio de visitas mensuales. Destaca por su arquitectura de calidad internacional, su potente mix de tiendas, así como por su gran propuesta de entretenimiento, por ejemplo, tiene la única sala de cine 4DX del Perú.

## Autoridades

### Municipales
| Cargo    | Autoridad electa                          | Partido político | Partido político         |
| -------- | ----------------------------------------- | ---------------- | ------------------------ |
| Alcalde  | Olimpio Alegría Calderon                  |                  | Alianza para el Progreso |
| Regidor  | John Javier Valverde Ramírez              |                  | Alianza para el Progreso |
| Regidora | Ruth Elsa Cuno Chura                      |                  | Alianza para el Progreso |
| Regidor  | Félix Eduardo Villa Gonzáles              |                  | Alianza para el Progreso |
| Regidora | Jacqueline Beatriz Barzola Camargo        |                  | Alianza para el Progreso |
| Regidor  | José Ángel Rojas Pomayay                  |                  | Alianza para el Progreso |
| Regidora | Judit Estefany Flores Veliz               |                  | Alianza para el Progreso |
| Regidor  | Antonio Galindo Huamán                    |                  | Alianza para el Progreso |
| Regidora | María Esperanza González Chávez           |                  | Podemos Perú             |
| Regidor  | Francois Julen Ochoa Landeo               |                  | Podemos Perú             |
| Regidora | Veronica Mary Cordova Sánchez de Cárdenas |                  | Podemos Perú             |
| Regidor  | Christian Alfredo Salazar Alarcón         |                  | Podemos Perú             |

### Comisarías de Santa Anita
- Comisaría PNP Santa Anita
- Comisaría PNP Villa Hermosa, ubicada en el distrito de El Agustino.

Comisario de Santa Anita: Comandante PNP Luis Baca.
Gerente de Seguridad Ciudadana de la MDSA: Comandante PNP (R) Moreno Tupia, Oscar Felipe (FEB 2012 - MAY 2018).

## Transporte
En el transporte los más usados son:
- Ómnibus
- Taxi
- Metro
- Mototaxi

### Estaciones delMetro de Lima y Callao

#### Línea 2 de Metro de Lima
El distrito se halla servido por cuatro estaciones de la línea 2 del Metro de Lima y Callao, ubicados en la carretera Central, siendo ellas:
- Estación Óvalo Santa Anita
- Estación Colectora Industrial
- Estación Hermilio Valdizán
- Estación Mercado Santa Anita